# 구룡포읍
구룡포읍(九龍浦邑)은 대한민국 경상북도 포항시 남구에 위치한 읍이다.

## 역사
1914년의 행정구역과 현재의 행정구역 비교
| 1914년          | 1914년                                                                           | 현재                 | 현재                                                                             |
| --------------- | -------------------------------------------------------------------------------- | -------------------- | -------------------------------------------------------------------------------- |
| 면              | 리                                                                               | 시·구·면             | 리                                                                               |
| 창주면 (滄洲面) | 구룡포동, 구평동, 삼정동, 하정동, 성동동, 석병동, 병포동, 눌태동, 후동동, 장길동 | 포항시 남구 구룡포읍 | 구룡포리, 구평리, 삼정리, 하정리, 성동리, 석병리, 병포리, 눌태리, 후동리, 장길리 |
| 창주면 (滄洲面) | 공당동, 상정동, 중산동, 중흥동                                                   | 포항시 남구 동해면   | 공당리, 상정리, 중산리, 중흥리                                                   |
| 창주면 (滄洲面) | 강사동, 대보동                                                                   | 포항시 남구 호미곶면 | 강사리, 대보리                                                                   |

- 1914년 4월 1일 영일군 창주면(滄洲面)[2] (16리)
- 1942년 10월 1일 창주면을 구룡포읍으로 승격하였다.(13리)[3]
- 1945년 3월 9일 대보리, 강사리, 구만동을 관할로 구룡포읍 대보출장소를 설치하였다.
- 1986년 4월 1일 대보출장소를 대보면으로 분리하였다.  (10리)[4]
- 1995년 1월 1일 포항시 남구 구룡포읍[5][6]

## 행정 구역
- 구룡포리(九龍浦里): 행정복지센터 소재지.
- 구평리(邱坪里)
- 눌태리(訥台里)
- 병포리(柄浦里)
- 삼정리(三政里)
- 석병리(石屛里)
- 성동리(城洞里)
- 장길리(長吉里)
- 하정리(河亭里)
- 후동리(厚洞里)

## 문화·관광

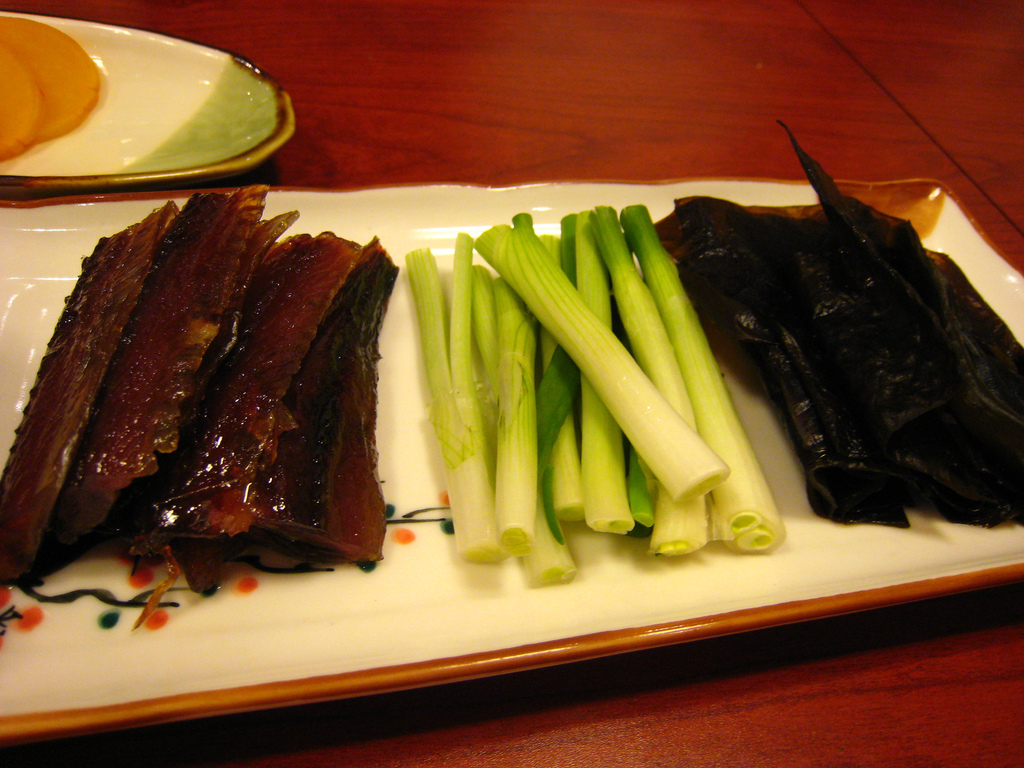
구룡포의 대표 특산물, 과메기

### 특산물
- 과메기

겨울이 되어 찬바람이 불기 시작할 때 청어나 꽁치를 그늘에다 내다걸어 냉동과 해동을 거듭하기를 열흘에서 보름을 지속하게 되면 껍질은 쭈글쭈글해지고 속살은 꾸덕꾸덕하게 마르게 되는데 이것을 과메기라 부른다. 과메기는 껍질을 훑어내고 속살을 죽죽 찢어내어 그냥 먹기도 하고 고추장에 찍어 먹기도 하는데 찬바람을 맞으며 그늘에서 말린 과메기는 비린내가 나지 않으며 쫀득쫀득하게 씹히는 맛과 고소하고 담백한 맛이 일품이다. 과메기를 말릴 때 햇볕이 닿거나 따뜻한 바람을 맞게 되면 기름기가 배어 나오고 비린내가 나기 때문에 이것은 한겨울인 12월부터 다음해 2월까지만 제 맛을 낼수 있는 계절 별미이다.
- 피데기 오징어

피데기 오징어는 동해 청정해역 지역에서 어획한 오징어를 산지의 신선한 바닷 바람으로 피득한 수준(75%)까지 건조시킨 오징어를 뜻한다. 적정수분 함유와 타우린 및 비타민을 적당하게 생성시킴으로 건오징어에 비하여 육질이 연하고 맛 또한 월등하다.
- 구룡포 대게

구룡포 대게는 몸통에서 뻗어나간 10개의 다리가 대나무처럼 곧다 하여 붙여진 이름으로 대한민국 동해안 전역에 서식하여 특히 함경북도 연안의 냉수역 지대에 많이 분포하고 있으나 현재는 일본 오끼군도 주위의 대게어장이 가장 큰 대게 어장으로 손꼽히고 있다.특히 구룡포산 대게는 전국적으로 판매되고 있다.

### 관광

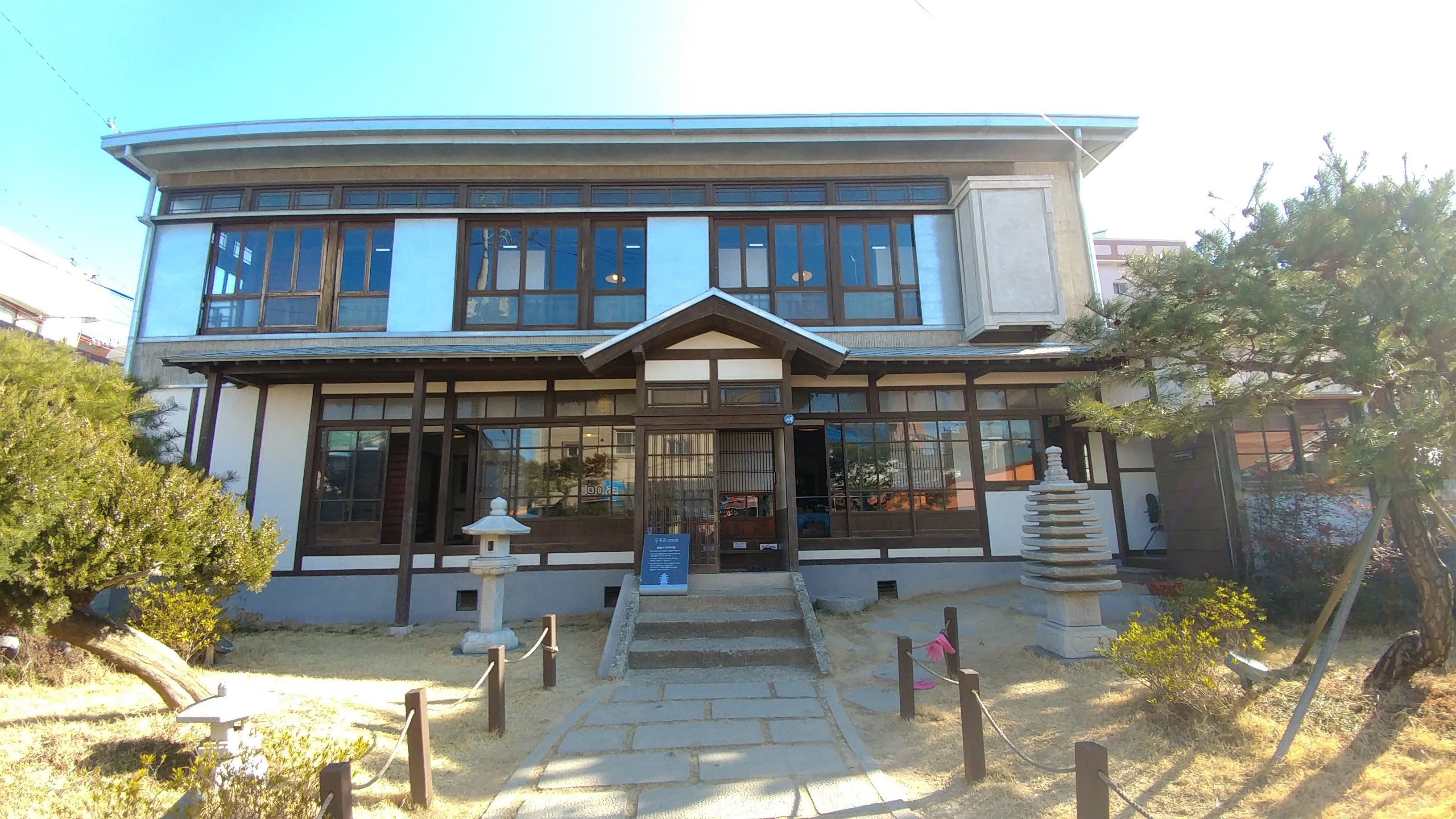
구룡포 근대 역사관

- 구룡포 일본인 가옥거리 : 구룡포항 뒷길에 있는 옛 일본인 집단 거주지로 일본식 가옥 50여채가 있다. 드라마 '동백꽃 필 무렵'의 배경이 됐다.[8]
- 구룡포과메기 축제 : 동해안 어업전진기지인 구룡포항에서 진행되는 축제로 과메기 유통량의 80%를 차지하는 구룡포의 특징을 살려 음식과 수산문화를 결합시킨 축제이다. 2012년 11월 17일부터 제15회 행사가 개최되었다.

## 교육 기관
| 학교명               | 소재지                        | 비고 |
| -------------------- | ----------------------------- | ---- |
| 구룡포도서관         | 남구 구룡포읍 병포길52번길 17 |      |
| 구룡포중학교         | 남구 구룡포읍 호미로 341      |      |
| 구룡포초등학교       | 남구 구룡포읍 구룡포길 61     |      |
| 포항과학기술고등학교 | 남구 구룡포읍 병포길52번길 17 |      |

## 공공 기관
| 기관명                      | 소재지                        | 비고 |
| --------------------------- | ----------------------------- | ---- |
| 구룡포상수도정수장          | 남구 구룡포읍 병포길52번길 41 |      |
| 구룡포119안전센터           | 남구 구룡포읍 호미로 265      |      |
| 포항남부경찰서 구룡포파출소 | 남구 구룡포읍 호미로 182      |      |
| 포항해양경찰서 구룡포파출소 | 남구 구룡포읍 호미로 222-1    |      |

## 금융 기관
| 기관명                | 소재지                      | 비고 |
| --------------------- | --------------------------- | ---- |
| 구룡포 농업협동조합   | 남구 구룡포읍 구룡포길 76-5 |      |
| 구룡포 새마을금고     | 남구 구룡포읍 구룡포길 99   |      |
| 구룡포 수산업협동조합 | 남구 구룡포읍 호미로 247    |      |
| 구룡포 신용협동조합   | 남구 구룡포읍 구룡포길 74   |      |
| 구룡포 우체국         | 남구 구룡포읍 호미로 267    |      |

## 의료 기관
| 기관명         | 소재지                         | 비고 |
| -------------- | ------------------------------ | ---- |
| 구룡포보건지소 | 남구 구룡포읍 구룡포길65번길 7 |      |

## 주요 시설
| 시설명                        | 소재지                   | 비고 |
| ----------------------------- | ------------------------ | ---- |
| 수협중앙회 포항어선안전조업국 | 남구 구룡포읍 병포길 23  |      |
| 경북대학교경북대병원 인재원   | 남구 구룡포읍 하정로 153 |      |
| 구룡포읍보건지소              |                          |      |
| 포항해양경찰서 구룡포파출소   |                          |      |
| 한국전력공사 구룡포서비스센터 |                          |      |
| 구룡포 근대역사관             |                          |      |
| 포항구룡포 과메기문화관       |                          |      |
| 구룡포읍 행정복지센터         |                          |      |

| 단지명                 | 시행사                | 건설사   | 주소 | 입주               | 비고 |
| ---------------------- | --------------------- | -------- | ---- | ------------------ | ---- |
| 포항 푸르지오 마린시티 | ㈜대한토지신탁 ㈜거목 | 대우건설 |      | 2025년 10월 (예정) |      |

## 간선 도로
| 구분 | 도로 이름                                                                           |
| ---- | ----------------------------------------------------------------------------------- |
| 로   | 동해안로 (국도 제31호선), 용주로, 일출로, 하정로, 호미로 (지방도 제929호선), 해안로 |
| 길   | 공개산길, 구룡포길, 눌태길, 땅끝마을길, 명월길, 병포길, 상정길, 석문길              |

## 사진

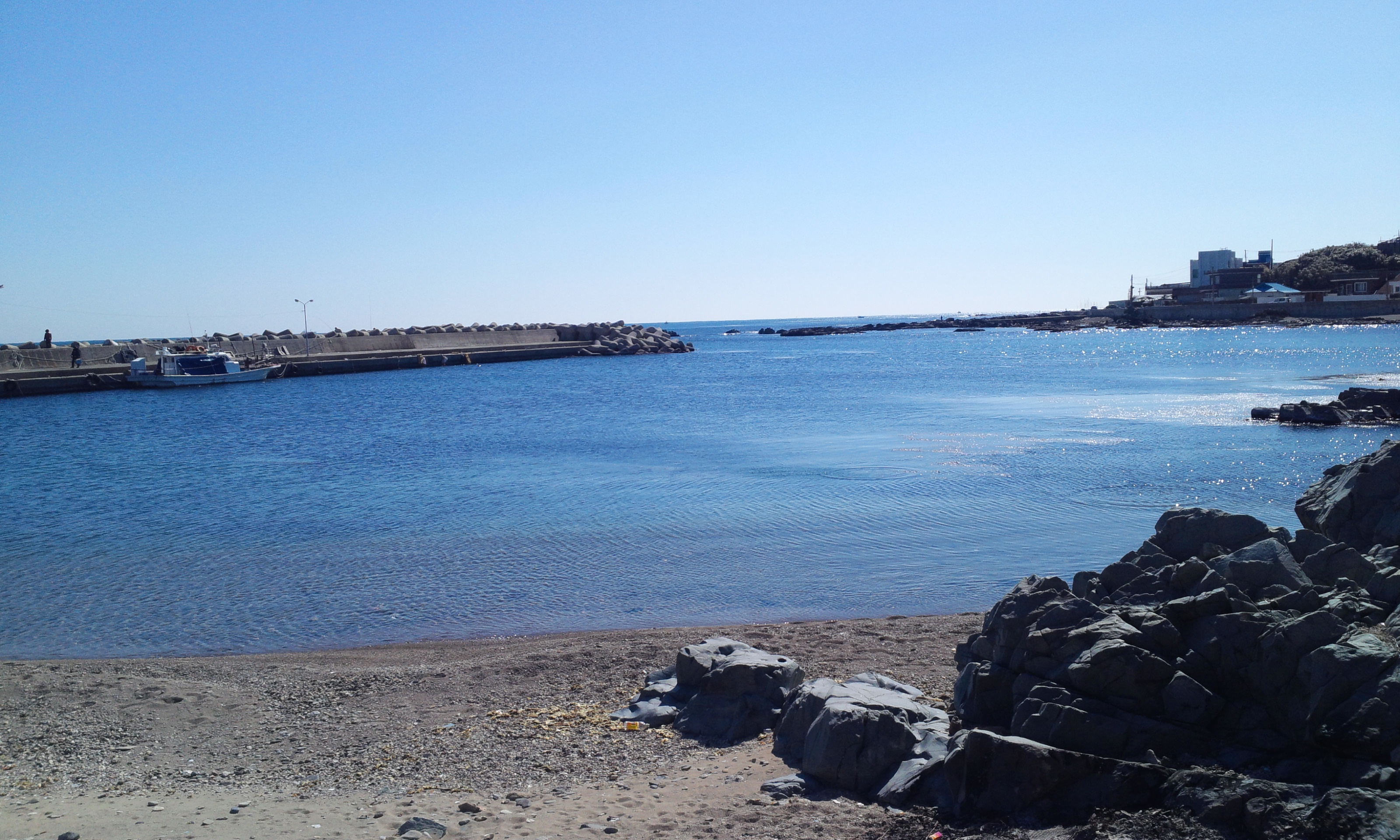
2013년 2월 하정3리 경북대학교 수련원 앞 바다
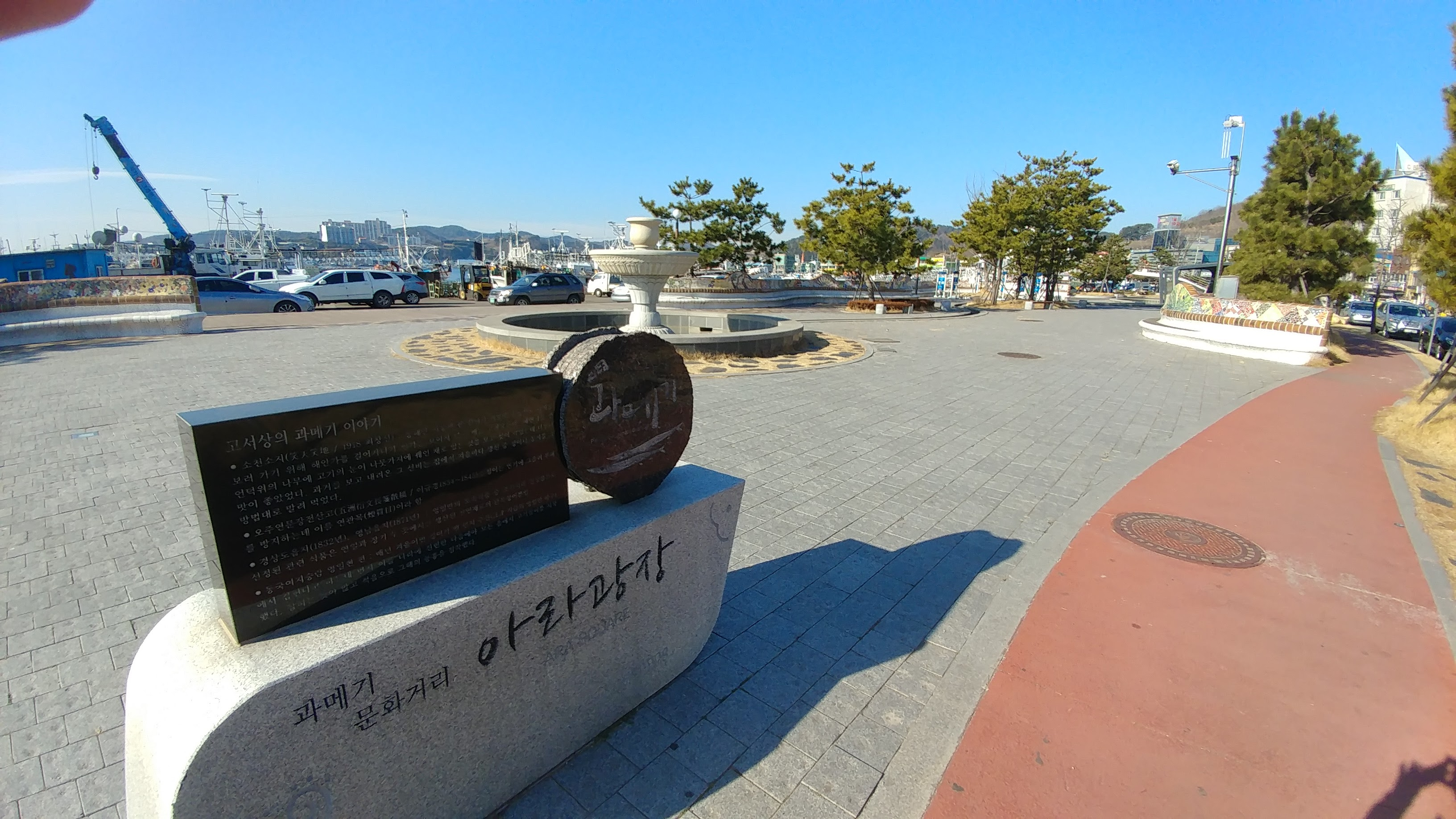
구룡포 아라광장